# 国家医学考试中心
国家医学考试中心是中华人民共和国国家卫生健康委员会直属卫生行业各类全国性考试的技术服务专门机构，成立于1985年，是国内最早建立的全国性专业考试机构之一。

## 考试项目
- 国家执业医师资格考试
- 卫生专业技术资格考试
- 医学外语考试
- 医学研究生入学考试
- 全国采供血机构从业人员考试
- 教育测量与医学教育评价